# Basil z Aix
Svatý Basil z Aix (francouzsky Basile d'Aix, ?–521) byl francouzský římskokatolický kněz. Později se stal biskupem, v letech 475–494 arcibiskupem v Aix. Je znám pro svou svatou práci v diecézi. Podle legendy prováděl zázraky. Zemřel roku 521.
Jeho svátek se slaví 1. ledna.